# 隔行扫描

慢速的隔行扫描

隔行扫描（英語：Interlaced）是一种将图像显示在扫描式的显示设备上的方法，例如阴极射线管（CRT）。相比逐行扫描，隔行掃描佔用頻寬比较小。扫描设备交换扫描偶数行和奇数行。在PAL制式和NTSC制式中，都是先扫描奇数行，即奇数场，通稱「上場優先」。

## 描述
非隔行扫描的扫描方法（即逐行扫描）通常从上到下地扫描每帧图像。这个过程消耗的时间比较长，阴极射线的荧光衰减将造成人视觉的闪烁感觉。当频宽受限，以至于不可能快到使用逐行扫描而且没有闪烁效应时，通常采用一种折衷的办法，即每次只传输和显示一半的扫描线，即场。一场只包含偶数行（即偶场）或者奇数行（即奇场）扫描线。由于视觉暂留效应，人眼不会注意到两场只有一半的扫描行，而会看到完整的一帧。
假设使用直接驱动的CRT显示器，那么如果不使用隔行扫描，就需要采用下面的方式之一：
- 将传输频宽加倍，按帧而不是按场传输图像。这能够提高一点图像品质，提供的有效分辨率和闪烁速率是相同的。
- 使用相同的传输频宽，按帧传输分辨率为原来一半的图像。这时候图像细节较少了，闪烁速率仍旧相同。
- 使用相同的传输频宽，按帧传输图像，但是帧率为隔行扫描场率的一半。这时闪烁速率降低一半，眼睛非常容易产生疲劳的感觉。
- 和前一个相同，但是使用一个数字缓存将同一帧显示两次。这时闪烁速率相同，但是运动看起来会不是那么平滑，影响视觉质量。

通常有一种误解是，偶场和奇场是由同一帧分拆得来的。实际上，摄像机采集的方式和隔行扫描显示的方式是完全相同的。当摄像机采集图像时，偶场和奇场不是同时采集的。例如在一个每秒50场的摄像机中，第122行和124行的采集在第121行和123行的采集大约1/50秒之后进行。所以如果把一个偶场和奇场简单的拼合在一起，水平方向的运动会造成两场边界上不能完美的拼合。
在当代的显示器和电视中，由于非隔行扫描显示的刷新率的提高，使用者已经不会再感觉到闪烁现象，因此，隔行扫描技术逐渐被取代。

## 广播电视
- NTSC制式：每秒59.94場，525條掃描線。
- PAL制式：每秒50場，625條掃描線。

## 缺点
交錯式影像從拍攝、傳輸到儲存都是使用交錯格式，相鄰的場被拍攝的時間並不相同，相鄰的兩個場並不能完美的結合在一起；因此若是在使用漸進式掃描的顯示器上播放交錯式影像，在畫面中有移動的部份將會產生橫線的鋸齒狀線條。若是兩個場剛好是場景交換，那麼會出現兩個場景同時出現的鬼影現象。因此在這種情形下需要去交錯來將交錯式影像轉換為漸進式影像。
另外在影像中若是有細小的橫向線條，線條的高度差不多就是一行掃描線左右，那么这个橫線出現在了其所在的場，但是下個場卻又消失，人們看起來這條橫線是在「顫抖」的現象。例如：螢幕上的小字體的橫向筆劃或是遠方穿著橫向條紋衣服的人物。針對這種現象，通常會加入一個低通濾波器（low pass filter，LPF）去將這些高頻的部份濾除掉。但是這將使得畫面看起來比較模糊。